# Gran Premio d'Italia 1968
Il Gran Premio d'Italia 1968 fu una gara di Formula 1, disputatasi l'8 settembre 1968 sull'Autodromo nazionale di Monza. Fu la nona prova del mondiale 1968 e vide la vittoria di Denny Hulme su McLaren-Ford, seguito da Johnny Servoz-Gavin e da Jacky Ickx

## Qualifiche
| Pos | N. | Pilota               | Costruttore   | Scuderia                              | Tempo   | Distacco |
| --- | -- | -------------------- | ------------- | ------------------------------------- | ------- | -------- |
| 1   | 14 | John Surtees         | Honda         | Honda Racing                          | 1:26.07 | -        |
| 2   | 2  | Bruce McLaren        | McLaren-Ford  | Bruce McLaren Motor Racing            | 1:26.11 | +0.04    |
| 3   | 9  | Chris Amon           | Ferrari       | Scuderia Ferrari SpA SEFAC            | 1:26.21 | +0.14    |
| 4   | 8  | Jacky Ickx           | Ferrari       | Scuderia Ferrari SpA SEFAC            | 1:26.41 | +0.34    |
| 5   | 16 | Graham Hill          | Lotus-Ford    | Gold Leaf Team Lotus                  | 1:26.54 | +0.47    |
| 6   | 4  | Jackie Stewart       | Matra-Ford    | Matra International                   | 1:26.60 | +0.53    |
| 7   | 1  | Denny Hulme          | McLaren-Ford  | Bruce McLaren Motor Racing            | 1:26.61 | +0.54    |
| 8   | 7  | Derek Bell           | Ferrari       | Scuderia Ferrari SpA SEFAC            | 1:26.90 | +0.83    |
| 9   | 20 | Jo Siffert           | Lotus-Ford    | Rob Walker/Jack Durlacher Racing Team | 1:26.96 | +0.89    |
| 10  | 18 | Mario Andretti       | Lotus-Ford    | Gold Leaf Team Lotus                  | 1:27.20 | +1.13    |
| 11  | 11 | Jochen Rindt         | Brabham-Repco | Brabham Racing Organisation           | 1:27.30 | +1.23    |
| 12  | 19 | Jackie Oliver        | Lotus-Ford    | Gold Leaf Team Lotus                  | 1:27.40 | +1.33    |
| 13  | 21 | Dan Gurney           | Eagle-Weslake | Anglo American Racers                 | 1:27.61 | +1.54    |
| 14  | 5  | Johnny Servoz-Gavin  | Matra-Ford    | Matra International                   | 1:27.63 | +1.56    |
| 15  | 15 | David Hobbs          | Honda         | Honda Racing                          | 1:27.70 | +1.63    |
| 16  | 26 | Pedro Rodríguez      | BRM           | Owen Racing Organisation              | 1:28.20 | +2.13    |
| 17  | 10 | Jack Brabham         | Brabham-Repco | Brabham Racing Organisation           | 1:28.80 | +2.73    |
| 18  | 27 | Piers Courage        | BRM           | Reg Parnell Racing                    | 1:29.10 | +3.03    |
| 19  | 6  | Jean-Pierre Beltoise | Matra         | Matra Sports                          | 1:29.30 | +3.23    |
| 20  | 3  | Jo Bonnier           | McLaren-BRM   | Joakim Bonnier Racing Team            | 1:30.55 | +4.48    |
| 21  | 25 | Bobby Unser          | BRM           | Owen Racing Organisation              | 1:30.56 | +4.49    |
| 22  | 23 | Vic Elford           | Cooper-BRM    | Cooper Car Company                    | 1:31.30 | +5.23    |
| NQ  | 28 | Frank Gardner        | BRM           | Bernard White Racing                  | 1:31.40 | +5.33    |
| NQ  | 12 | Silvio Moser         | Brabham-Repco | Charles Vögele Racing                 | 1:33.70 | +7.63    |

## Gara
| Pos | N. | Pilota               | Costruttore/Motore | Giri | Tempo/Ritiro    | Griglia | Punti |
| --- | -- | -------------------- | ------------------ | ---- | --------------- | ------- | ----- |
| 1   | 1  | Denny Hulme          | McLaren-Ford       | 68   | 1:40:14.8       | 7       | 9     |
| 2   | 5  | Johnny Servoz-Gavin  | Matra-Ford         | 68   | + 1:28.4        | 14      | 6     |
| 3   | 8  | Jacky Ickx           | Ferrari            | 68   | + 1:28.6        | 4       | 4     |
| 4   | 27 | Piers Courage        | BRM                | 67   | + 1 Giro        | 18      | 3     |
| 5   | 6  | Jean-Pierre Beltoise | Matra              | 66   | + 2 Giri        | 19      | 2     |
| 6   | 3  | Jo Bonnier           | McLaren-BRM        | 64   | + 4 Giri        | 20      | 1     |
| Rit | 20 | Jo Siffert           | Lotus-Ford         | 58   | Sospensioni     | 9       |       |
| Rit | 10 | Jack Brabham         | Brabham-Repco      | 56   | Pressione olio  | 17      |       |
| Rit | 4  | Jackie Stewart       | Matra-Ford         | 42   | Motore          | 6       |       |
| Rit | 15 | David Hobbs          | Honda              | 42   | Motore          | 15      |       |
| Rit | 19 | Jackie Oliver        | Lotus-Ford         | 38   | Trasmissione    | 12      |       |
| Rit | 2  | Bruce McLaren        | McLaren-Ford       | 34   | Perdita olio    | 2       |       |
| Rit | 11 | Jochen Rindt         | Brabham-Repco      | 33   | Motore          | 11      |       |
| Rit | 26 | Pedro Rodríguez      | BRM                | 22   | Motore          | 16      |       |
| Rit | 21 | Dan Gurney           | Eagle-Weslake      | 19   | Motore          | 13      |       |
| Rit | 16 | Graham Hill          | Lotus-Ford         | 10   | Ruota           | 5       |       |
| Rit | 14 | John Surtees         | Honda              | 8    | Incidente       | 1       |       |
| Rit | 9  | Chris Amon           | Ferrari            | 8    | Incidente       | 3       |       |
| Rit | 7  | Derek Bell           | Ferrari            | 4    | sistema benzina | 8       |       |
| Rit | 23 | Vic Elford           | Cooper-BRM         | 2    | Incidente       | 22      |       |
| NP  | 18 | Mario Andretti       | Lotus-Ford         |      |                 | 10      |       |
| NP  | 25 | Bobby Unser          | BRM                |      |                 | 21      |       |

## Statistiche

### Piloti
- 3ª vittoria per Denny Hulme
- 8ª e ultima pole position per John Surtees
- 1° e unico podio per Johnny Servoz-Gavin
- 1° e unico giro più veloce per Jackie Oliver
- 1º Gran Premio per Mario Andretti, Bobby Unser e Derek Bell
- Ultimo Gran Premio per Frank Gardner

### Costruttori
- 2° vittoria per la McLaren
- 1° pole position per la Honda
- 160° podio per la Ferrari

### Motori
- 12ª vittoria per il motore Ford Cosworth
- 1ª pole position per il motore Honda
- 160° podio per il motore Ferrari
- 18º e ultimo Gran Premio per il motore Weslake

### Giri al comando
- Bruce McLaren (1-6, 8-12, 14)
- John Surtees (7)
- Jackie Stewart (13, 17-18, 27, 30, 33, 40)
- Jo Siffert (15-16)
- Denny Hulme (19-26, 28-29, 31-32, 34-39, 41-68)

## Classifiche Mondiali

### Piloti
| Pos | Pilota               | Punti |
| --- | -------------------- | ----- |
| 1   | Graham Hill          | 30    |
| 2   | Jacky Ickx           | 27    |
| 3   | Jackie Stewart       | 26    |
| 4   | Denny Hulme          | 24    |
| 5   | Pedro Rodríguez      | 11    |
|     | Jean-Pierre Beltoise | 11    |
| 7   | Chris Amon           | 10    |
| 8   | Jim Clark            | 9     |
|     | Bruce McLaren        | 9     |
|     | Jo Siffert           | 9     |
| 11  | John Surtees         | 8     |
|     | Jochen Rindt         | 8     |
| 13  | Ludovico Scarfiotti  | 6     |
|     | Richard Attwood      | 6     |
|     | Johnny Servoz-Gavin  | 6     |
| 16  | Lucien Bianchi       | 5     |
| 17  | Brian Redman         | 4     |
|     | Piers Courage        | 4     |
| 19  | Vic Elford           | 3     |
| 20  | Silvio Moser         | 2     |
|     | Jack Brabham         | 2     |
|     | Jackie Oliver        | 2     |
| 23  | Jo Bonnier           | 1     |

### Costruttori
| Pos | Team          | Punti |
| --- | ------------- | ----- |
| 1   | Lotus-Ford    | 44    |
| 2   | Matra-Ford    | 35    |
| 3   | Ferrari       | 32    |
| 4   | McLaren-Ford  | 31    |
| 5   | BRM           | 21    |
| 6   | Cooper-BRM    | 12    |
| 7   | Brabham-Repco | 10    |
| 8   | Honda         | 8     |
|     | Matra         | 8     |
| 10  | McLaren-BRM   | 3     |